# فيسنتي
فيسنتي هو لاعب كرة قدم برازيلي في مركز الدفاع، ولد في 2 مارس 1996 في ساو باولو في البرازيل. لعب مع غراميو اساسكو اوداكس اسبورت كلوب.

## وصلات خارجية
- فيسنتي على موقع اتحاد أوكرانيا (الإنجليزية)
- فيسنتي على موقع قاعدة بيانات كرة القدم.إي يو (الإنجليزية)
- فيسنتي على موقع Soccerway.com (الإنجليزية)